# Liste der Kulturdenkmale in Kabelsketal
In der Liste der Kulturdenkmale in Kabelsketal sind alle Kulturdenkmale der Gemeinde Kabelsketal aufgelistet. Grundlage ist das Denkmalverzeichnis des Landes Sachsen-Anhalt, das auf Basis des Denkmalschutzgesetzes des Landes Sachsen-Anhalt vom 21. Oktober 1991 durch das Landesamt für Denkmalpflege und Archäologie Sachsen-Anhalt erstellt und seither laufend ergänzt wurde (Stand: 31. Dezember 2022).
Diese Liste ist eine Teilliste der Liste der Kulturdenkmale im Saalekreis.

## Kulturdenkmale nach Ortsteilen

### Benndorf
| Lage                     | Bezeichnung | Beschreibung    | Erfassungs- nummer | Ausweisungsart | Bild     |
| ------------------------ | ----------- | --------------- | ------------------ | -------------- | -------- |
| Proitzer Platz 8 (Karte) | Wohnhaus    | 18. Jahrhundert | 094 55367          | Baudenkmal     | Wohnhaus |

### Bennewitz
| Lage                   | Bezeichnung | Beschreibung | Erfassungs- nummer | Ausweisungsart | Bild     |
| ---------------------- | ----------- | ------------ | ------------------ | -------------- | -------- |
| Mittelstraße 6 (Karte) | Gutshaus    |              | 094 55037          | Baudenkmal     | Gutshaus |

### Beuditz
| Lage              | Bezeichnung    | Beschreibung | Erfassungs- nummer | Ausweisungsart | Bild           |
| ----------------- | -------------- | ------------ | ------------------ | -------------- | -------------- |
| Dorfplatz (Karte) | Kriegerdenkmal |              | 094 55302          | Baudenkmal     | Kriegerdenkmal |

### Dieskau
| Lage                                                                                             | Bezeichnung              | Beschreibung                                                            | Erfassungs- nummer | Ausweisungsart               | Bild                |
| ------------------------------------------------------------------------------------------------ | ------------------------ | ----------------------------------------------------------------------- | ------------------ | ---------------------------- | ------------------- |
| Benndorfer Straße 1a, 22, Ringstraße 1, 2, 3, 4, Schlossplatz 1, 2, 4, 5, 6, 7, 8, 9, 10 (Karte) | dörfliches Ensemble      | dörfliches Ensemble in der Ortsmitte                                    | 094 55053          | Denkmalbereich               | dörfliches Ensemble |
| Leipziger Chaussee (Karte)                                                                       | Kriegerdenkmal Bruckdorf | Kriegerdenkmal                                                          | 094 77147          | Kleindenkmal                 | Weitere Bilder      |
| Schlossplatz (Karte)                                                                             | Kirche St. Anna          |                                                                         | 094 55054          | Baudenkmal                   | Weitere Bilder      |
| Schanze, auf platzartiger Erweiterung an der Straße (Karte)                                      | Denkmal                  | Kleindenkmal mit unlesbarer Inschrift neben dem Naturdenkmal Stieleiche | 094 76796          | Kleindenkmal                 | Denkmal             |
| Schlossplatz 1 (Karte)                                                                           | Schloss Dieskau          | Schloss                                                                 | 094 55055          | Baudenkmal                   | Weitere Bilder      |
| Schlossplatz 1                                                                                   | Park                     | Park                                                                    | 094 55055 001      | Teilobjekt eines Baudenkmals |                     |

### Dölbau
| Lage                   | Bezeichnung | Beschreibung    | Erfassungs- nummer | Ausweisungsart | Bild           |
| ---------------------- | ----------- | --------------- | ------------------ | -------------- | -------------- |
| Goetheplatz 10 (Karte) | Bauernhof   | Gasthaus Dölbau | 094 55355          | Baudenkmal     | Weitere Bilder |
| Zur Autobahn 1 (Karte) | Wohnhaus    |                 | 094 55356          | Baudenkmal     | Wohnhaus       |

### Gottenz
| Lage | Bezeichnung | Beschreibung | Erfassungs- nummer | Ausweisungsart | Bild       |
| --- | ----------- | ------------ | ------------------ | -------------- | ---------- |
| Postplatz 1, 2, 3, 4, 5, 6, 7, 8, 9, 10, 11, 12, Thomas-Müntzer-Straße 1, 2, 3, 4, 5, 6, 7, 8, 9, 10, 11, 12, 13, 14, 15, 16, 17 (Karte) | Straßenzug  |              | 094 55123          | Denkmalbereich | Straßenzug |
| Postplatz 1,2,3,4,5,6,7,8,9,10 (Karte)                                                                                                   | Straßenzug  |              | 094 76870          | Denkmalbereich | Straßenzug |

### Gröbers
| Lage                          | Bezeichnung            | Beschreibung | Erfassungs- nummer | Ausweisungsart | Bild                   |
| ----------------------------- | ---------------------- | ------------ | ------------------ | -------------- | ---------------------- |
| Hallesche Straße 15 b (Karte) | Ehemaliges Umspannwerk | 1930er Jahre | 094 55125          | Baudenkmal     | Ehemaliges Umspannwerk |
| Leipziger Straße 3 (Karte)    | Villa                  | um 1860      | 094 55128          | Baudenkmal     | Villa                  |
| Querstraße 1 (Karte)          | Gutshaus               |              | 094 55127          | Baudenkmal     | Gutshaus               |

### Großkugel
| Lage                                              | Bezeichnung       | Beschreibung                                          | Erfassungs- nummer | Ausweisungsart | Bild              |
| ------------------------------------------------- | ----------------- | ----------------------------------------------------- | ------------------ | -------------- | ----------------- |
| Am Löschteich (Karte)                             | Kriegerdenkmal    |                                                       | 094 55137          | Kleindenkmal   | Kriegerdenkmal    |
| An der B 6 2 Vorgarten von Wohnhaus Nr. 2 (Karte) | Distanzstein      |                                                       | 094 98576          | Kleindenkmal   | Distanzstein      |
| Dorfstraße (Karte)                                | Kirche St. Moritz |                                                       | 094 55138          | Baudenkmal     | Kirche St. Moritz |
| Dorfstraße 6 (Karte)                              | Pfarrhaus         | Pfarrhaus, am 19. Januar 2015 als Denkmal ausgewiesen | 094 77118          | Baudenkmal     | Pfarrhaus         |
| Dorfstraße 1,2,3,4,5,6,7,22,23,24,25,26 (Karte)   | Ortskern          |                                                       | 094 55139          | Denkmalbereich | Ortskern          |

### Kleinkugel
| Lage                                                             | Bezeichnung    | Beschreibung   | Erfassungs- nummer | Ausweisungsart | Bild           |
| ---------------------------------------------------------------- | -------------- | -------------- | ------------------ | -------------- | -------------- |
| Am Umspannwerk (Karte)                                           | Kriegerdenkmal |                | 094 55537          | Baudenkmal     | Weitere Bilder |
| Kleinkugeler Platz 8, Alt: Dorfplatz 8 (bis Dez. 2003) (Karte)   | Bauernhof      | Gehöft Walter  | 094 55532          | Baudenkmal     | Bauernhof      |
| Kleinkugeler Platz 10, Alt: Dorfplatz 10 (bis Dez. 2003) (Karte) | Bauernhof      |                | 094 55536          | Baudenkmal     | Bauernhof      |
| Kleinkugeler Platz 11, Alt: Dorfplatz 11 (bis Dez. 2003) (Karte) | Wohnhaus       |                | 094 55534          | Baudenkmal     | Wohnhaus       |
| Kleinkugeler Platz 15, Alt: Dorfplatz 15 (bis Dez. 2003) (Karte) | Wohnhaus       | Gehöft Höschel | 094 55535          | Baudenkmal     | Wohnhaus       |
| Umspannwerk 2, 3, 4, 5, 6 (Karte)                                | Siedlung       |                | 094 55538          | Denkmalbereich | Siedlung       |

### Naundorf
| Lage                                                                       | Bezeichnung                              | Beschreibung | Erfassungs- nummer | Ausweisungsart | Bild           |
| -------------------------------------------------------------------------- | ---------------------------------------- | ------------ | ------------------ | -------------- | -------------- |
| Alte Schulstraße Nordseite des Dorfplatzes (Karte)                         | Ev. Kirche St. Petrus, Paulus und Ursula |              | 094 55064          | Baudenkmal     | Weitere Bilder |
| Alte Schulstraße (Kirche), Altes Schulstraße 4, Klepziger Straße 1 (Karte) | Ortskern                                 |              | 094 76974          | Denkmalbereich | Ortskern       |
| Alte Schulstraße 4 (Karte)                                                 | Pfarrhaus                                |              | 094 55530          | Baudenkmal     | Pfarrhaus      |

### Osmünde
| Lage | Bezeichnung      | Beschreibung | Erfassungs- nummer | Ausweisungsart | Bild           |
| --- | ---------------- | ------------ | ------------------ | -------------- | -------------- |
| Franz-Hentze-Straße 1, 2, 23, 24, 25, Friedensstraße 8, 8a, 13 a, Paul-Scheibe-Platz 1, 2, 3, 15 westlich der Dorfkirche und des Friedhofs (Karte) | Ortskern         |              | 094 55284          | Denkmalbereich | Ortskern       |
| Paul-Scheibe-Platz, Westseite des Paul-Scheibe-Platzes (Karte)                                                                                     | Kirche St. Petri |              | 094 55285          | Baudenkmal     | Weitere Bilder |

### Schwoitsch
| Lage                    | Bezeichnung | Beschreibung | Erfassungs- nummer | Ausweisungsart | Bild           |
| ----------------------- | ----------- | ------------ | ------------------ | -------------- | -------------- |
| Lindenstraße 8 (Karte)  | Villa       |              | 094 55132          | Baudenkmal     | Weitere Bilder |
| Lindenstraße 10 (Karte) | Villa       |              | 094 55130          | Baudenkmal     | Villa          |

### Zwintschöna
| Lage                                                         | Bezeichnung             | Beschreibung                             | Erfassungs- nummer | Ausweisungsart | Bild                    |
| ------------------------------------------------------------ | ----------------------- | ---------------------------------------- | ------------------ | -------------- | ----------------------- |
| Altes Dorf 8, 9, 10, 11, 12, 13 (Karte)                      | Ortskern                | Alter Dorfkern mit Völkerschlachtdenkmal | 094 55411          | Denkmalbereich | Ortskern                |
| Bahnhofstraße 30 (Karte)                                     | Wohn- und Geschäftshaus |                                          | 094 55056          | Baudenkmal     | Wohn- und Geschäftshaus |
| Chausseehaus 1 B 6, zwischen Dieskau und Zwintschöna (Karte) | Chausseehaus            |                                          | 094 97857          | Baudenkmal     | BW                      |
| Liebenauer Straße 1,1a, Reideburger Straße 1 (Karte)         | Häusergruppe            |                                          | 094 76871          | Denkmalbereich | BW                      |

## Ehemalige Kulturdenkmale nach Ortsteilen
Die nachfolgend aufgeführten Objekte standen in der Vergangenheit ebenfalls unter Denkmalschutz. Die Unterschutzstellung wurde jedoch später aufgehoben.

### Dieskau
| Lage | Bezeichnung | Beschreibung | Erfassungs- nummer | Ausweisungsart | Bild     |
| --- | ----------- | ------------ | ------------------ | -------------- | -------- |
| Benndorfer Straße 4, 13, 14, 15, 17, 18, 18a, Spitze 1, 2, 3, 4 Weinberg 1, 2, 3, 4, 5, 9, 10, 11, 12, 13, 14, 15, 16, 17, 18, 19, 20 (Karte) | Siedlung    |              | 094 55052          | Denkmalbereich | Siedlung |

### Großkugel
| Lage                             | Bezeichnung | Beschreibung | Erfassungs- nummer | Ausweisungsart | Bild |
| -------------------------------- | ----------- | ------------ | ------------------ | -------------- | ---- |
| Dorfstraße 34 a Ortsrand (Karte) | Mühle       |              | 094 55140          | Baudenkmal     | BW   |

### Gröbers
| Lage                                               | Bezeichnung  | Beschreibung | Erfassungs- nummer | Ausweisungsart | Bild  |
| -------------------------------------------------- | ------------ | ------------ | ------------------ | -------------- | ----- |
| Hallesche Straße 9, Bundesstraße 6 (Karte)         | Chausseehaus |              | 094 97856          | Baudenkmal     | BW    |
| Hallesche Straße 16, An der Bundesstraße 6 (Karte) | Villa        | um 1900      | 094 55126          | Baudenkmal     | Villa |

### Kleinkugel
| Lage                         | Bezeichnung | Beschreibung | Erfassungs- nummer | Ausweisungsart | Bild     |
| ---------------------------- | ----------- | ------------ | ------------------ | -------------- | -------- |
| Kleinkugeler Platz 9 (Karte) | Wohnhaus    |              | 094 55533          | Baudenkmal     | Wohnhaus |

### Naundorf
| Lage | Bezeichnung | Beschreibung | Erfassungs- nummer | Ausweisungsart | Bild       |
| --- | ----------- | ------------ | ------------------ | -------------- | ---------- |
| Ernst-Thälmann-Platz 1, 2, 3, 4, 5, 6, 7, 8, 9, 10, 11, 12, 13, 14, 15, 16, 17, 18, 19, Klepziger Straße 1 (Karte) | Straßenzug  |              | 094 55531          | Denkmalbereich | Straßenzug |

### Schwoitsch
| Lage                                 | Bezeichnung  | Beschreibung     | Erfassungs- nummer | Ausweisungsart | Bild         |
| ------------------------------------ | ------------ | ---------------- | ------------------ | -------------- | ------------ |
| Hasenwinkel (neu Schulweg) 5 (Karte) | Wohnhaus     |                  | 094 55340          | Baudenkmal     | Wohnhaus     |
| Lindenstraße 18 (Karte)              | Wohnhaus     | Obersteiger-Haus | 094 55129          | Baudenkmal     | Wohnhaus     |
| Mittelweg 1, (3), 7, (11) (Karte)    | Häusergruppe |                  | 094 55339          | Denkmalbereich | Häusergruppe |

### Zwintschöna
| Lage                                                               | Bezeichnung | Beschreibung | Erfassungs- nummer | Ausweisungsart | Bild     |
| ------------------------------------------------------------------ | ----------- | ------------ | ------------------ | -------------- | -------- |
| Lindenstraße 8, 9, 10, Zur Gartenanlage 1, 2, 3, 4, 13, 14 (Karte) | Siedlung    |              | 094 55412          | Denkmalbereich | Siedlung |

## Legende
In den Spalten befinden sich folgende Informationen:
- Lage: Nennt den Straßennamen und wenn vorhanden die Hausnummer des Kulturdenkmals. Die Grundsortierung der Liste erfolgt nach dieser Adresse. Der Link „Karte“ führt zu verschiedenen Kartendarstellungen und nennt die geographischen Koordinaten.
Link zu einem Kartenansichtstool, um Koordinaten zu setzen. In der Kartenansicht sind Baudenkmale ohne Koordinaten mit einem roten bzw. orangen Marker dargestellt und können in der Karte gesetzt werden. Baudenkmale ohne Bild sind mit einem blauen bzw. roten Marker gekennzeichnet, Baudenkmale mit Bild mit einem grünen bzw. orangen Marker.
- Offizielle Bezeichnung: Nennt den Namen, die Bezeichnung oder zumindest die Art des Kulturdenkmals und verlinkt, soweit vorhanden, auf den Artikel zum Objekt.
- Beschreibung: Nennt bauliche und geschichtliche Einzelheiten des Kulturdenkmals, vorzugsweise die Denkmaleigenschaften.
- Erfassungsnummer: Für jedes Kulturdenkmal wird in Sachsen-Anhalt eine 20stellige Erfassungsnummer vergeben. Die letzten zwölf Ziffern werden für die Untergliederung nach Teilobjekten genutzt und werden nur angegeben, soweit vergeben. In dieser Spalte kann sich folgendes Icon  befinden, dies führt zu Angaben zu diesem Baudenkmal bei Wikidata.
- Ausweisungsart: Die Einordnung des Denkmales nach § 2 Abs. 2 DenkmSchG LSA
- Bild: Ein Bild des Denkmales, und gegebenenfalls einen Link zu weiteren Fotos des Kulturdenkmals im Medienarchiv Wikimedia Commons. Wenn man auf das Kamerasymbol klickt, können Fotos zu Kulturdenkmalen aus dieser Liste hochgeladen werden: